# Qūrūl-e Soflá
Qūrūl-e Soflá (persiska: قورول سفلی) är en ort i Iran.   Den ligger i provinsen Västazarbaijan, i den nordvästra delen av landet, 700 km nordväst om huvudstaden Teheran. Qūrūl-e Soflá ligger 1 215 meter över havet och antalet invånare är 217.
Terrängen runt Qūrūl-e Soflá är huvudsakligen kuperad. Qūrūl-e Soflá ligger nere i en dal.Runt Qūrūl-e Soflá är det ganska tätbefolkat, med 75 invånare per kvadratkilometer. Närmaste större samhälle är Qarah Ẕīā' od Dīn, 11,5 km öster om Qūrūl-e Soflá. Trakten runt Qūrūl-e Soflá består i huvudsak av gräsmarker.